# Леополд Филип Карл фон Залм
Леополд Филип Карл фон Залм (на немски: Leopold Philipp Karl zu Salm; * 1619 или 1620, дворец Нойвилер в Нойвилер-сюр-Мозел; † 23 декември 1663, замък Анхолт в Анхолт) е вилд- и Рейнграф на Даун и 3. княз на Залм, офицер и главен командир на войските на Рейнския съюз.

## Биография
Той е вторият син на 1. княз Филип Ото фон Залм (1576 – 1634), вилд-Рейнграф на Дхаун-Кирбург-Рейнграфенщайн, губернатор на Нанси, и съпругата му Кристина де Крой-Хавре (1590/1591 – 1664), дъщеря на Шарл Филипе де Крой (1549 – 1613) и Диана де Домпмартин (1552 – 1625). Внук е на вилд- и Рейнграф Фридрих фон Залм-Нойфвил (1547 – 1608) и първата му съпруга графиня Франциска фон Залм-Баденвайлер (1545 – 1587).
Неговият кръстник е ерцхерцог Леополд V от Австрия, тогава абат на манастир Мурбах, братът на император Фердинанд II.
Баща му Филип Ото фон Залм става първият княз на Залм през 1623 г. и е убит убит в битка при Ньордлинген на 23 ноември 1634 г. Брат му 2. княз Лудвиг фон Залм (1618 – 1636) е убит в битка при Сент Омер през Френско-испанската война. Сестра му Изабела († 1620) е монахиня в Ремиремон. Леополд Филип Карл става, след смъртта на брат му Лудвиг, още млад третият княз на Залм.
Въпреки че е опреден за духовна кариера и е помазан, Леополд влиза през 1634/1635 г. при брат си в императорската войска. Участва в походи. През 1640 г. Леополд става полковник. През 1656 г. като имперски княз той започва служба при френския крал Луи XIV, който го прави генерал-лейтенант на войските на немската нация („Lieutenant-general sur touttes les trouppes de Nation allemende“). От юни 1659 г. е като генерал-фелдмаршал главен командир на войската на основания през 1658 г. Рейнски съюз.
Леополд Филип Карл фон Залм умира на 23 декември 1663 г. в замък Анхолт и е погребан в църквата „Св. Панкрациус“ в Анхолт.

## Фамилия
Леополд Филип Карл фон Залм се жени на 22 октомври 1641 г. за графиня Мария Анна фон Бронкхорст-Батенбург (* 4 май 1624; † 16 октомври 1661, Ремиремон), наследничка на Анхолт, племенница на фелдмаршал Йохан Якоб фон Бронкхорст-Батенбург, дъщеря на граф Дирк/Дитрих IV фон Бронкхорст-Батенбург (1578 – 1649), фрайхер фон Батенбург-Анхолт, и Мария Анна фон Имерсел († 1624). На 5 декември 1645 г. нейният баща, Дирк (Дитрих) IV фон Бронкхорст-Батенбург, както е определено в брачния договор, преписва на Леополд господството Анхолт и други територии.
Те имат децата:
- Карл Теодор Ото фон Залм (* 27 юли 1645; † 10 ноември 1710, Аахен), 4. княз, вилд-и Рейнграф на Даун, императорски фелдмаршал, женен I. 1665 г. за графиня Годофреда Мария Анн Хуйн фон Геелен (* 25 февруари 1646; † 29 септември 1667), II. на 10 март 1671 г. за пфалцграфиня Луиза Мария фон дер Пфалц (* 23 юли 1646; † 11 март 1679)
- Гастон Филип фон Залм (* 30 септември 1646; † 1668, в дуел в Нанси на 21 години), принц на Залм
- Лудвиг Либориус фон Залм (умира млад)
- Доротея Мария фон Залм (* 31 януари 1651; † 14 ноември 1702), абатиса на Ремиремон
- Мария Кристина фон Залм (* 29 декември 1653; † 1744), монахиня в Ремиремон